# Schmalstede
Schmalstede ist eine Gemeinde im Kreis Rendsburg-Eckernförde in Schleswig-Holstein.

## Geografie

### Geografische Lage
Das Gemeindegebiet von Schmalstede erstreckt sich orografisch links der Eider, nördlich benachbart von der Stadt Bordesholm. Es liegt landschaftlich im Bereich des Naturraums Ostholsteinisches Hügel- und Seenland (Haupteinheit Nr. 702), einem Teilgebiet des Schleswig-Holsteinischen Hügellandes. Zum Gemeindegebiet zählt ebenfalls ein Teilabschnitt des nördlich von ihm befindlichen Waldstücks Grevenkruger Rücken, folglich eine Exklave.

### Ortsteile
Die Gemeinde Schmalstede umfasst siedlungsstatistisch neben dem namenstiftenden Ortsteil zudem die Häusergruppe Großmoor sowie den gewachsenen Siedlungsbereich Schmalsteder Mühle um die entsprechende Wassermühle am Mühlenstrom, durch den der Schmalfelder Mühlenteich in die Eider entwässert.

### Nachbargemeinden
Schmalstede wird umlagert von den Gemeindegebieten von:
| Grevenkrug     |                                             | Techelsdorf |
| Sören, Hoffeld | Kompassrose, die auf Nachbargemeinden zeigt | Reesdorf    |
|                | Bordesholm                                  |             |

## Politik

### Gemeindevertretung
Bei der Kommunalwahl am 14. Mai 2023 wurden insgesamt neun Sitze vergeben. Diese fielen erneut alle an die Kommunale Wählergemeinschaft Schmalstede. Die Wahlbeteiligung betrug 65,5 %.

### Wappen
Blasonierung: „In Gold rechts und links eine grüne Bogenflanke, darin rechts ein goldener Stechhelm und links ein goldenes Mühlrad. Unten ein grünes Bauernhaus.“

## Wirtschaft und Verkehr
Die Wirtschaft in der Gemeinde ist überwiegend von der Landwirtschaft geprägt. In der betrieblichen Ausrichtung überwiegen milchwirtschaftliche Betriebe und der Futteranbau. Daneben wird auf Teilflächen nach wie vor der Baustoff Kies abgebaut, wenn in der Vergangenheit ausgebeutete Gebiete auch bereits teilweise renaturiert sind.
Südlich vom Siedlungskern Schmalstede führt in Ost-West-Richtung die Landesstraße 49 den Individualverkehr durch das Gemeindegebiet. Sie führt nördlich direkt um den Ortsteil Schmalsteder Mühle in der Funktion einer Ortsumgehung von Bordesholm herum. In westlicher Richtung leitet sie zur Anschlussstelle Bordesholm an der Bundesautobahn 7 (Nr. 11), in östlicher Richtung besteht mittlerweile Anschluss an der Bundesautobahn 24 südlich der Ortschaft Nettelsee (AS Nr. 6). In Nord-Süd-Richtung wird die zunächst genannte ländliche Verkehrsader beim Bordesholmer Ortsteil Neuer Haidkrug mit der Landesstraße 318 höhenfrei verbunden. Diese führt nach Norden westlich um den namenstiftenden Ortsteil herum und weiter in Richtung Kiel.<re name="OSM" />

## Sehenswürdigkeiten
In der Liste der Kulturdenkmale in Schmalstede stehen die in der Denkmalliste des Landes Schleswig-Holstein eingetragenen Kulturdenkmale.
Teile des Gemeindegebietes sind dem Landschaftsschutzgebiet „Landschaft der Oberen Eider“ zugehörig.

## Söhne und Töchter der Gemeinde
- Hans Christian Hingst, geboren 3. August 1895 in Schmalstede, von Beruf Anwalts- und Notariatsbürovorsteher; 1936 Kreisleiter in Neumünster, August 1941 bis Juli 1944 als SS-Standartenführer Stadtkommissar (Chef der deutschen Besatzungsverwaltung) in Vilnius. Gestorben 10. November 1955 in Bordesholm.